# Lafayette (Louisiana)
Lafayette er en storby i den centrale del af delstaten Louisiana i USA. Lafayette har 121.374 (2020) indbyggere og er dermed den fjerdestørste by i delstaten Louisiana.
Byen er grundlagt i 1821 .